# Îlot génomique
Pour les articles homonymes, voir Îlot (homonymie).

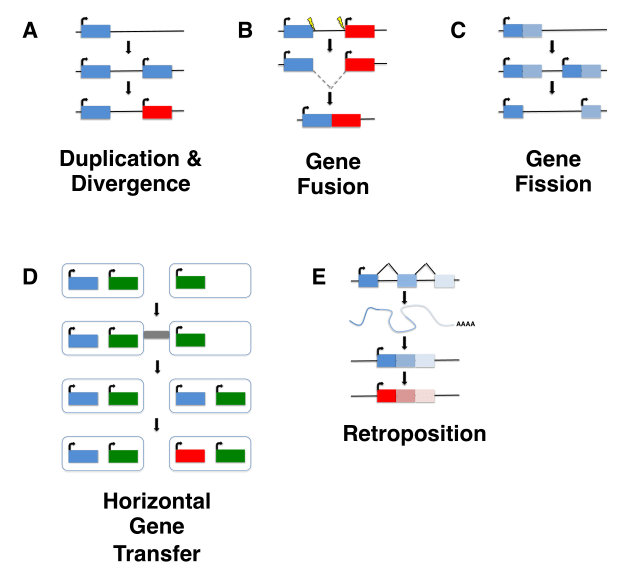
Exemple (D) de transfert génomique horizontal, typique de l'îlot génomique.

Un îlot génomique (IG), parfois appelé en anglais « genomic island » (GI), est une partie d'un génome qui présente des signes de transfert horizontal. 
Le terme est généralement utilisé en microbiologie, notamment en ce qui concerne les bactéries. Un IG peut concerner de nombreuses fonctions, peut être impliquée dans la symbiose ou la pathogenèse, et peut favoriser l'adaptation d'un organisme. 
Il existe de nombreuses sous-classes d'IG basées sur la fonction qu'ils confèrent. Par exemple, un IG associé à la pathogenèse est souvent appelé îlot de pathogénicité (« PAI »), tandis que les IG qui contiennent de nombreux gènes de résistance aux antibiotiques sont appelés îlots de résistance aux antibiotiques (ou îlots d'antibiorésistance). Le même IG peut apparaître chez des espèces apparentées à distance à la suite de divers types de transfert latéral de gènes (transformation, conjugaison, transduction). Ceci peut être déterminé par l'analyse de la composition des bases, ainsi que par des estimations de la phylogénie.

## Prédiction informatique
Divers programmes de prédiction d'îlots génomiques ont été développés ces dernières décennies. Ces outils peuvent être regroupés en deux grandes catégories : les méthodes basées sur le séquençage et les méthodes basées sur la génomique/phylogénie comparative.
Les méthodes basées sur les séquences dépendent de la variation naturelle qui existe entre la composition des séquences du génome de différentes espèces. Les régions génomiques qui présentent une composition de séquence anormale (comme un biais de nucléotides ou un biais de codons) suggèrent que ces régions ont pu être transférées horizontalement. 
Ces méthodes posent deux problèmes majeurs : d'une part, des prédictions erronées peuvent se produire en raison d'une variation naturelle du génome (parfois due à des gènes fortement exprimés) et, d'autre part, l'ADN transféré horizontalement s'améliorera (se transformera en génome « hôte ») avec le temps, ce qui limite les prédictions aux IG récemment acquis.
Les méthodes basées sur la génomique comparative tentent d'identifier les régions qui présentent des signes de transfert horizontal de génome à l'aide d'informations provenant de plusieurs espèces apparentées. 
Par exemple: une région génomique présente chez une espèce – mais absente chez plusieurs autres espèces apparentées – suggère que la région a pu être transférée horizontalement. Les autres explications possibles sont: 1) que la région génomique était présente chez l'ancêtre commun mais qu'elle a été perdue chez toutes les autres espèces comparées, ou 2) que la région était absente chez l'ancêtre commun mais qu'elle a été acquise par mutation et sélection chez des espèces contemporaines. 
L'argument en faveur de délétions multiples de la région serait renforcé s'il existe des preuves provenant de groupes externes que la région était présente chez l'ancêtre commun, ou si la phylogénie implique que relativement peu d'événements de délétion seraient nécessaires. 
L'argument en faveur de l'acquisition par mutation serait renforcé si l'espèce possédant la région est connue pour avoir divergé de manière substantielle des autres espèces, ou si la région en question est petite. La plausibilité des thèses 1) ou 2) serait modifiée si l'échantillonnage des taxons omettait de nombreuses espèces éteintes qui auraient pu contenir une région, et plus particulièrement si l'extinction était corrélée à la présence de la région.
IslandViewer est un exemple de méthode qui intègre plusieurs des méthodes de prédiction GI les plus précises.

## Exemples
Chez les bactéries, de nombreux systèmes de sécrétion de type 3 et systèmes de sécrétion de type 4 sont situés sur des régions d'ADN appelées îlots génomiques. Ces « îlots » se caractérisent par leur grande taille (>10 Kb), leur association fréquente avec des gènes codant les ARNt et un contenu en G+C différent du reste du génome. De nombreux îlots génomiques sont flanqués de structures répétées et portent des fragments d'autres éléments mobiles tels que des phages et des plasmides. Certains îlots génomiques, y compris ceux adjacents aux éléments intégratifs et conjugatifs (ICE), peuvent s'exciser spontanément du chromosome et peuvent être transférés à d'autres receveurs appropriés. Alors que l'excision dépend de la machinerie ICE, l'intégration est attribuée aux intégrases présentes sur les îlots génomiques.